# Chanbara (fumetto)
Chanbara è una serie a fumetti ambientata nel Giappone del XVII secolo incentrata su un gruppo di samurai, pubblicata dal 2018 dalla Sergio Bonelli Editore in formato cartonato da libreria.
Annunciata nel 2014, la serie editorialmente trova le sue radici in due albi autoconclusivi pubblicati all'interno della collana Le Storie: La redenzione del samurai, e I fiori del massacro entrambi scritti da Roberto Recchioni e disegnati da Andrea Accardi.

## Storia editoriale
Dopo la pubblicazione di due albi ambientati nel Giappone feudale nella collana Le Storie nel 2012 e nel 2013, caratterizzati anche dalla presenza in entrambi dell'anziano samurai cieco Ichi, nel 2014 Roberto Recchioni annuncia l'intenzione di realizzare, in collaborazione con Andrea Accardi, una serie a fumetti che ne riprenda la narrazione e che racconti le avventure di un gruppo di personaggi che si muovono in un «Giappone feudale abbastanza fabulistico (alla maniera di quello dei film di samurai di Kurosawa e degli spaghetti western di Sergio Leone)» con l'intenzione di «[…] scrivere una mia interpretazione del tutto libera di Tex. Con le katane».
In occasione di Lucca Comics & Games 2015 Bao Publishing pubblica Chanbara. La via del samurai, un volume con sovraccoperta in pergamena contenente la ristampa a colori e in grande formato delle due storie originali.
Nell'Ottobre del 2018 viene pubblicato un nuovo volume, Il lampo e il tuono, sempre ad opera di Recchioni e Accardi, primo di quella che viene presentata come una "serie a termine". Tra le fonti di ispirazione Recchioni cita La sfida del Samurai di Akira Kurosawa, Lone Wolf and Cub di Kazuo Koike, e Vagabond di Takehiko Inoue.

## Trama
Giappone, XVII secolo: il vecchio samurai cieco Ichi è deciso a fermare un famigerato gruppo di tagliagole guidati da un uomo che si fa chiamare Demone bianco, Ryu Murasaki. Costui terrorizza le terre che attraversa compiendo un massacro dietro l'altro in nome della sua "arte". Venendo sconfitto in duello e rischiando di morire, Ichi comprende che non può riuscire nell'impresa da solo, e si rivolge quindi a due giovani guerrieri che aveva aiutato in passato: il samurai Tetsuo Kogawa e la kunoichi Jun Nagaiama.
Ottenuta la loro collaborazione, Ichi cerca di coinvolgere un quarto elemento, Daisuke Nagata, chiamato Bestia Tonante, un ronin dai modi selvaggi e rudi che persegue solo i suoi interessi e quelli di chi può pagarlo. Riuscito a catturarlo con difficoltà per potergli parlare delle sue intenzioni, Ichi riesce a convincerlo puntando su quelli che sono i suoi principali interessi ovvero la gloria, le donne e il sakè. Con la squadra al completo, ora il samurai cieco è pronto a rinnovare lo scontro con Ryu Murasaki e i numerosi sgherri che con il tempo hanno deciso di seguirlo.

## Personaggi
- Ichi: vecchio ma abilissimo samurai cieco girovago che persegue una personale crociata in nome della giustizia. È solito approcciarsi alle altre persone facendosi passare per un individuo umile ed innocuo. Possiede una katana occultata all'interno di un bastone animato.[1]
- Tetsuo Kogawa: giovane samurai in passato aiutato da Ichi nel compiere una missione per il suo daimyo e a proteggere un villaggio dai banditi. Molto abile con la spada si affida al codice d'onore dei samurai, non provando inizialmente grande stima per i suoi nuovi compagni Jun e Daisuke.[1][8]
- Jun Nagaiama: giovane donna dai nobili natali viene indirizzata alla via del ninjutsu dallo stesso Ichi una volta scelta la via della vendetta al suicidio dopo la morte dei genitori. Padroneggiate le arti dei ninja, diventando un abile kunoichi, compie la sua vendetta contro il nobile che aveva irriso il suicidio rituale di suo padre, ma contrariamente alle aspettative di Ichi non si limita a quello compiendo un massacro. Astuta e dalla lingua tagliente non prova inizialmente grande stima per i suoi nuovi compagni Tetsuo e Daisuke.[2][8]
- Daisuke Nagata: soprannominato Bestia Tonante, è un ronin armato di una lunga katana che vive per i soldi, le donne e l'ardore della battaglia. Dominato dall'istinto e dotato di una forza erculea e selvaggia, pensa prevalentemente al proprio tornaconto ma non si dimostra insensibile alle richieste di aiuto. Dei suoi nuovi compagni Ichi è l'unico con cui sviluppa una sorta di complicità.[8]
- Ryu Murasaki: soprannominato Diavolo Bianco, è un abilissimo ronin, feroce e pazzo, a capo di una banda di tagliagole che terrorizza le campagne e compie massacri di villaggi interi per esprimere quella che lui chiama "la sua arte", mutilando in vario modo uomini, donne, vecchi e bambini e disponendone i cadaveri in modo da comporre delle "opere". Murasaki riesce ad avere ragione di Ichi in combattimento, spingendo quest'ultimo a riunire una squadra per porre fine alle sue scorrerie, conscio di non essere in grado di farlo da solo.[8]

## Pubblicazioni

### Le Storie
| Data          | Titoli                    | Soggetto e sceneggiatura | Disegni        | Copertina       | Nr. albo |
| ------------- | ------------------------- | ------------------------ | -------------- | --------------- | -------- |
| Novembre 2012 | La redenzione del samurai | Roberto Recchioni        | Andrea Accardi | Aldo di Gennaro | 2        |
| Dicembre 2013 | I fiori del massacro      | Roberto Recchioni        | Andrea Accardi | Aldo di Gennaro | 15       |

| Data          | Titolo                       | Colori                                      | Copertina      | Casa editrice licenziataria |
| ------------- | ---------------------------- | ------------------------------------------- | -------------- | --------------------------- |
| Novembre 2015 | Chanbara. La via del samurai | Stefano Simeone (La redenzione del samurai) | Andrea Accardi | Bao Publishing              |
| Novembre 2015 | Chanbara. La via del samurai | Luca Bertelè (I fiori del massacro)         | Andrea Accardi | Bao Publishing              |

#### La redenzione del samurai
Presso la dimora del daimyo è atteso il maestro di spada Jubei Shimada per officiare il proprio suicidio rituale in conseguenza della insubordinazione dimostrata verso il suo signore, ma il maestro non si presenta. Il daimyo ordina allora al suo migliore allievo e suo secondo nell'esecuzione del seppuku, Tetsuo Kogawa, che si era dimostrato pronto a prendere il suo posto, di trovare Shimada e di portarlo al suo cospetto o morire provandoci. Tetsuo intraprende così il suo viaggio. In seguito ad un agguato di banditi in una foresta, di cui riesce ad aver ragione, incontra un anziano viaggiatore cieco che gli chiede di scortarlo fino al villaggio più vicino. Il giovane samurai acconsente e viene a sapere da lui di voci riguardanti il comportamento criminoso degli esattori del daimyo nei confronti della popolazione, arrivando a portare via le donne e i bambini dei villaggi insolventi, ritenendole però non veritiere.
Giunti al villaggio, il samurai alloggia presso una locanda consigliatagli dal vecchio. Ad un certo punto della cena accade però una cosa strana: il locandiere gli consegna un sacchetto pieno d'oro. Indignato, vuole farsi spiegare il perché del gesto, ma non riceve nessuna vera risposta, quando ad un certo punto entra nella locanda un guerriero sfregiato che afferma, divertito, di esserci stato uno scambio di persona. Tetsuo però si ostina a voler sapere come mai stia avvenendo quello scambio e la cosa sfocia in un duello tra i due. Ucciso il suo avversario, Tetsuo scopre finalmente la verità: quel villaggio come gli altri vicini sono stati visitati tempo prima da un gruppo di guerrieri esigendo un pagamento che se rifiutato avrebbe comportato il rapimento di donne e bambini. Da quel giorno ogni mese passa un ronin a riscuotere il dovuto e chi ha provato a chiedere giustizia al daimyo è stato trovato morto e il suo cadavere esposto.
Tetsuo, indignato, sostiene che non dovrebbero sopportare tali soprusi e promette loro che dopo aver portato a termine la sua missione li avrebbe aiutati. Dopo giorni di cammino il giovane samurai raggiunge un piccolo tempio che il suo maestro gli aveva rivelato essere il luogo in cui amava riflettere nei momenti in cui qualcosa lo turbava, proprio in quel luogo si imbatte in Jubei. Il maestro accoglie l'allievo con fare cordiale ma si rifiuta fermamente di seguirlo portando il secondo a sfidare il primo che invece di una spada vera sceglie di battersi con un lungo ramo avendone comunque ragione dopo un paio di colpi.
Quando Tetsuo rinviene all'interno del tempio si ritrova in una brutta situazione: il suo maestro lo avvisa che un gruppo di shinobi lo deve avere seguito e ha circondato il luogo in cui si trovano con il fine di ucciderlo. Il giovane samurai non capisce perché avendo ricevuto l'ordine di riportarlo vivo e il suo maestro gli fa notare che il consigliere del daimyo, Kitayama, non abbia lo stesso interesse. Rimandando le spiegazioni, i due escono decisi ad affrontare gli assassini che riescono a sconfiggere dopo un duro scontro. Jubei decide a quel punto di tornare dal daimyo con Tetsuo che con enorme sollievo si inchina ringraziandolo.
Lungo il viaggio di ritorno Tetsuo chiede il motivo per cui Jubei aveva mancato al suo onore e lui gli risponde che tempo prima il consigliere Kitayama gli chiese per conto del daimyo di sedare una rivolta presso un villaggio ma una volta giunto sul posto trovò solo povera gente che non era stata in grado di pagare le tasse; decise di tornare indietro per rivelare lo stato delle cose al daimyo ma i suoi compagni si opposero poiché il loro compito era deciso e il loro dovere ne imponeva l'esecuzione. Ricevuto un ulteriore rifiuto, Jubei affrontò i suoi tre compagni e vecchi amici e li uccise. Da quel momento giurò di non usare più una spada. Jubei scoprì anche le ragioni dietro la povertà di quei contadini, ovvero degli esattori che pretendevano denaro in cambio di protezione, pena il rapimento di donne e bambini, e Tetsuo trova così riscontro in ciò che l'anziano cieco gli aveva precedentemente riferito. Jubei pensa che Kitayama sia coinvolto con una organizzazione criminale in attività da anni e in rapida ascesa, che destina i sequestrati presso le proprie case di piacere. Il motivo per cui ha deciso di tornare con Tetsuo è per riconquistare il suo onore tramite il seppuku e permettere così a lui di parlare al daimyo per conto suo e rivelargli tutto.
I due fanno ritorno al villaggio visitato in precedenza da Tetsuo e lo trovano spopolato. A rivelargli l'accaduto è l'anziano cieco che si rivela essere una vecchia conoscenza di Jubei e un famoso guerriero di nome Ichi che combatte in difesa dei deboli: la gente è fuggita sapendo dell'arrivo di una trentina di uomini intenzionati a punirli come ritorsione per la morte di un loro uomo, quello ucciso da Tetsuo durante la sua sosta. Il loro arrivo è previsto per quella stessa notte e i tre decidono di riposarsi e rifocillarsi per poterli affrontare.
A causa della pioggia e del buio, i tre guerrieri si trovano su un terreno favorevole e grazie anche alle straordinarie abilità mostrate da Ichi, riescono ad averla vinta contro i numerosi avversari. Salutato l'anziano guerriero, Tetsuo e Jubei riprendono il cammino fino a giungere alla corte del daimyo dove avviene il suicidio rituale del maestro che Tetsuo assiste con le lacrime agli occhi. Una volta compiuto questo terribile compito, Tetsuo rivela tutto quello che ha scoperto al daimyo che mette alle strette il consigliere Kitayama, decidendo infine di confinarlo nei suoi alloggi fino all'arrivo di un magistrato dalla capitale. Vedendosi perduto, Kitayama prende in ostaggio il nobile, ma Tetsuo riesce a recidergli la mano e poi ad ucciderlo. Desideroso di combattere le ingiustizie presenti nel feudo, Tetsuo si unisce ad Ichi nella sua missione.

#### I fiori del massacro
Una giovane donna dai nobili natali, Jun Nagaiama, sta per suicidarsi gettandosi da un ponte, ma viene fermata da un viandante cieco che le chiede se può accompagnarlo al tempio che a causa della pioggia battente dice di non riuscire a trovare; dopo un breve tentennamento decide di accompagnarlo. Trovatolo chiuso, Jun gli spiega che i monaci sono tutti alla corte del daimyo per i funerali del suo consigliere, ovvero il padre della ragazza, il quale si era suicidato per protestare contro la corruzione della corte, gesto che ha trovato risa di scherno da parte del nobile e dei suoi accoliti. La madre di Jun lo ha seguito nella morte facendo rimanere così la ragazza da sola.
L'anziano le rivela che da quel tempio, e metaforicamente dalla condizione della ragazza, partono due vie, una sicura e l'altra impervia. Alla domanda su come si chiami quest'ultima, il vecchio le risponde Meifumado, "la via dell'Inferno". Jun decide di seguire l'anziano che scopre essere Ichi, leggendario giustiziere, che tempo prima ha ricevuto da suo padre, suo amico, una richiesta di aiuto. Giunto troppo tardi decide quindi di offrire aiuto alla ragazza che di fronte alla possibilità di una vita pacifica lontano dal daimyo, che la sta cercando in quanto sua promessa sposa, decide di volere vendetta per quella risata di scherno che non può perdonare.
Ichi allora la porta presso una magione particolare dove Jun viene presa come domestica al servizio di Lady Mochizuki. Presso quel luogo, chiamato "Casa delle ombre", giovani donne vengono addestrate per diventare kunoichi e Jun, dopo faticosi allenamenti, prove terribili e umiliazioni, riesce a diventare una di loro fino a quando non decide che il tempo della sua vendetta è giunto e decide di andarsene contro il volere della sua padrona.
Riuscendo ad adescarlo in un bordello, Jun riesce ad uccidere il consigliere del daimyo e a sfregiargli la bocca da orecchio a orecchio, per mandare un messaggio alla corte. Il suo secondo obiettivo è il maestro di cerimonie che uccide e deturpa mentre si trova presso un teatro, facendosi poi arrestare volontariamente e condotta nelle segrete dove viene riconosciuta dal daimyo che la lascia nelle mani della sua onna-bugeisha perché la faccia parlare. Jun riesce ad uccidere e sfregiare pure lei, ma prima di dirigersi dal daimyo incontra Ichi che si era fatto assumere come massaggiatore presso la corte, sapendo che si sarebbe diretta lì dopo aver saputo del suo abbandono della casa di Lady Mochizuki.
L'anziano guerriero le consegna la sua spada-bastone perché possa compiere la sua vendetta. Una volta ucciso il daimyo, Jun invece di fuggire ingaggia una feroce lotta anche con le sue guardie, dando fuoco al palazzo. Allontanatasi dal palazzo la ragazza incontra di nuovo Ichi che si mostra deluso da lei. Seppure non si penta di averla salvata rivuole indietro la spada che le ha dato; dopo teso scambio di battute, Jun gliela riconsegna. Divise le loro strade, con la possibilità di rincontrarsi in futuro, la donna fa ritorno alla "Casa delle ombre" per prenderne il controllo, uccidendo Lady Mochizuki.

### Serie regolare
Tutte le copertine sono realizzate da Andrea Accardi.
| Nr | Data          | Titolo                    | Soggetto e sceneggiatura | Disegni           |
| -- | ------------- | ------------------------- | ------------------------ | ----------------- |
| 1  | Gennaio 2021  | La redenzione del samurai | Roberto Recchioni        | Andrea Accardi    |
| 2  | Novembre 2021 | I fiori del massacro      | Roberto Recchioni        | Andrea Accardi    |
| 3  | Ottobre 2018  | Il lampo e il tuono       | Roberto Recchioni        | Andrea Accardi    |
| 4  | Ottobre 2019  | Le spade del tradimento   | Gabriella Contu          | Walter Venturi    |
| 5  | Maggio 2022   | Il mondo sospeso          | Gabriella Contu          | Isabella Mazzanti |
| 6  | Dicembre 2023 | Di uomini e orchi         | Roberto Recchioni        | Andrea Accardi    |

## Riconoscimenti
Andrea Accardi ha ricevuto una candidatura come Miglior disegnatore ai Premi Micheluzzi 2024 del Napoli Comicon.